# Éditions du Riffle
 (septembre 2024).
Si vous disposez d'ouvrages ou d'articles de référence ou si vous connaissez des sites web de qualité traitant du thème abordé ici, merci de compléter l'article en donnant les références utiles à sa vérifiabilité et en les liant à la section « Notes et références ».
Le Riffle est une marque d'édition créée en juillet 2005 par Richard Albisser et exploitée par la société : Éditions du Riffle.
C'est avant tout un label qui accompagne la publication d'ouvrages littéraires perpétuant la tradition du roman ou explorant d'autres formes d'écriture (récit, nouvelle, poésie).
L'équipe éditoriale est depuis le 1er septembre 2009 constituée de Richard Albisser, gérant et auteur, Dirck Degraeve, professeur de lettres et auteur, Jean-Claude Dorchies professeur de philosophie et auteur, Martine Degraeve professeur d'histoire-géographie et lectrice, Josiane Vermeulen linguiste et correctrice.
Le siège de la maison d'éditions est situé à la Condition Publique de Roubaix.
Le catalogue comporte trois collections : 
- Riffle Nord, collection de poche consacrée à des auteurs régionaux ou des fictions ayant trait à la région Nord-Pas de Calais ;
- Riffle Noir, collection de romans policiers ;
- Riffle Blanc, collection de récits, romans, poésies, nouvelles, témoignages